# Layar
Layar — голландская компания, создатель одноимённого приложения дополненной реальности для смартфонов.
Штаб-квартира компании расположена в Амстердаме. Дополнительные офисы находятся в Нью-Йорке и Торонто. Основана в 2009 году Раймо ван дер Кляйном (Raimo van der Klein), Клэр Бунстра (Claire Boonstra) и Маартеном Ленц-Фицжеральдом (Maarten Lens-FitzGerald). Является разработчиков программного обеспечения, в том числе в направлении дополненной реальности.

## Собственники и руководство
Генеральный директор компании — Квинтин Шевернельс (Quintin Schevernels).

## Деятельность
Основными продуктами Layar являются одноимённый браузер дополненной реальности для операционных систем Android и iOS Layar, а также инструментарий для создания AR-маркеров, считываемых браузером, Layar Creator. Последний представлен в 2012 году, и по состоянию на сентябрь 2013 года количество использующих его разработчиков превысило отметку в 55 000 человек. Layar уделяет большое внимание интеграции дополненной реальности в печать, что подтверждается релизом в июне 2013 года аналитического сервиса Campaign Review Service, предназначенного для издателей полиграфической продукции. В августе 2013 года компания провела ребрендинг, выпустив браузер версии 8.0, представив новый сайт и логотип. Генеральный директор Layar Квинтин Шевернельс (Quintin Schevernels) заявил по этому поводу следующее:
В ближайшие 12-18 месяцев мы ожидаем дальнейшего увеличения количества журналов, газет, брендов и производств, охваченных AR и делающих дополненную реальность частью своего контента и маркетинговых стратегий. С нашими технологиями, продуктами, знаниями и опытом мы верим, что будем играть решающую роль в этом росте.